# Cretic
Le Cretic est un paquebot britannique de la White Star Line. Construit par les chantiers R. & W. Hawthorn, Leslie & Co. à Hebburn sur la Tyne, il est mis en service sous le nom de Hanoverian pour la Leyland Line dont il est le plus grand navire à l'époque. La compagnie étant intégrée la même année à l'International Mercantile Marine Co., il est décidé de le céder dès 1903 à la Dominion Line, qui le renomme Mayflower et y fait ajouter de nombreuses cabines.
Après quelques mois, le navire est cédé à la White Star Line avec trois autres paquebots de la compagnie, le New England, le Columbus et le Commonwealth. Les quatre navires sont affectés à la ligne reliant les ports méditerranéens aux États-Unis, profitant du fort flux de migrants venus du sud de l'Europe. Sa carrière sur cette ligne est sans histoires. Lors de la Première Guerre mondiale, le navire reste sur sa ligne, mais transporte ponctuellement des troupes à la fin du conflit. Il reprend ensuite son service méditerranéen.
En 1923, le paquebot est rendu à la Leyland Line, qui le renomme Devonian et l'utilise entre Liverpool et Boston. Occasionnellement, il assure des traversées depuis Anvers en étant affrété par la Red Star Line, puis est retiré du service en septembre 1928. Il est démoli l'année suivante.

## Histoire

### Construction et changements de compagnie
Le Hanoverian est construit en 1902 dans les chantiers R. & W. Hawthorn, Leslie & Co. à Hebburn sur la Tyne. Lancé le 25 février et terminé au début de l'été, il est, avec ses 13 500 tonneaux, le plus gros navire de sa compagnie, la Leyland Line. La compagnie exploitant des cargos, le navire est conçu pour transporter principalement des marchandises, ainsi que 260 passagers de première classe. Il effectue son voyage inaugural entre Boston et Liverpool le 19 juillet 1902. En 1902, la compagnie est absorbée au sein de l'International Mercantile Marine Co. (IMM), trust américain comprenant plusieurs autres grandes compagnies maritimes.
Il est alors décidé de transférer le Hanoverian à une autre compagnie de l'IMM, la Dominion Line. Le navire est renommé Mayflower et refondu, pour accueillir 250 passagers de deuxième classe, et 1 000 de troisième. Il reprend du service sur cette ligne, pour seulement sept voyages.
Peu après, la compagnie se sépare de quatre navires qui sont vendus à la White Star Line, autre compagnie du trust. Le New England devient le Romanic, le Columbus devient le Republic, et le Commonwealth devient le Canopic. Quant au Mayflower, il est renommé Cretic.

### White Star Line et retour aux sources

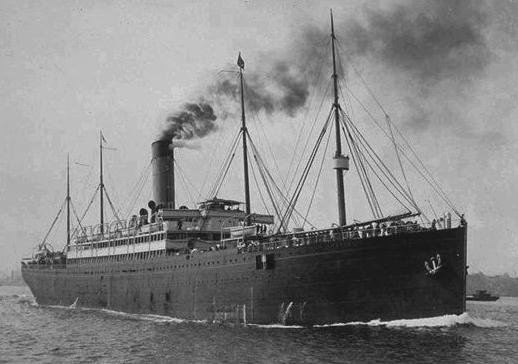
Le Republic est un des compagnons de route du Cretic sur la ligne méditerranéenne, jusqu'à son naufrage en 1909.

Le Cretic effectue son voyage inaugural entre Liverpool et Boston le 19 novembre 1903. Après 10 rotations, il est décidé de le déplacer, de même que le Romanic, le Republic et le Canopic, sur la ligne très lucrative reliant les ports méditerranéens aux États-Unis. Ceci permet de mettre à contribution les installations de troisième classe du navire, la ligne étant très fréquentée par les immigrants. Le Cretic connait sur cette route quelques incidents, en s'échouant notamment dans le port de Boston en 1909, ou encore en étant victime, la même année, d'un incendie parti d'une couchette de troisième classe et rapidement maîtrisé. Les ports de départ et d'arrivée varient sur la période, entre Naples et Gênes, New York et Boston.
Lorsque débute la Première Guerre mondiale, le Cretic et le Canopic (les seuls des quatre navires à ne pas avoir coulé ou été revendus) restent sur leur ligne, en service commercial. Le 13 mai 1917, il est réquisitionné dans le cadre du Liner Requisition Scheme jusqu'au 22 février 1919. Le navire est peint en camouflage Dazzle, et chargé de transporter des troupes. En une occasion, il transporte jusqu'à 2 000 soldats. Il reprend son service civil dès septembre 1919, après avoir subi une refonte de ses cabines pour s'adapter à l'évolution du marché. Cependant, le navire est rapidement considéré comme un surplus face à la concurrence croissante des paquebots italiens, et effectue sa dernière traversée sur cette ligne en octobre 1922.
En juin 1923, le navire est rendu à sa compagnie d'origine, la Leyland Line, qui le renomme Devonian et l'affecte à nouveau à la ligne Liverpool—Boston. Le nombre de cabines du navire est drastiquement réduit, et le navire est occasionnellement prêté, de décembre 1927 à mars 1928, à la Red Star Line, qui l'utilise depuis Anvers.  Le 15 septembre, le navire quitte Boston pour la dernière fois. Il est vendu en janvier suivant, et démoli dans la foulée.

## Caractéristiques
Avec ses 135 000 tonneaux, pour 177 mètres sur 18, le Cretic arbore des dimensions comparables à ses compagnons de la route méditerranéenne, quoiqu'il soit moins volumineux (de 2 000 tonneaux) que le Republic. La silhouette du navire est modeste, avec une cheminée (dont les couleurs varient selon la compagnie, notamment entre le rose et noir de la Leyland Line et le jaune chamois et noir de la White Star Line et quatre mâts. La propulsion du navire est assurée par des machines à triple expansion alimentant deux hélices, ce qui lui permet d'atteindre une vitesse de 15 nœuds, dans la moyenne du service géré par la compagnie sur cette ligne.
Du point de vue des cabines, le navire évolue fortement. À sa mise en service, il s'agit d'un cargo disposant de place pour 260 passagers de première classe. Dès 1903, s'ajoutent 250 places en deuxième, et 1 000 en troisième classe. En 1919, les nombres sont modifiés à 300 en première, 210 en deuxième, et 800 en troisième. Lorsque le navire retrouve les couleurs de la Leyland, il ne dispose d'aménagements que pour 260 passagers de classe cabine (une première classe moins chère), renommée « troisième classe touriste » en 1926.